# Ihor Klymenko
Ihor Volodymyrovyč Klymenko (ukrajinsky Ігор Володимирович Клименко; * 25. října 1972 Kyjev, Ukrajinská SSR, Sovětský svaz) je ukrajinský politik a bývalý policejní prezident. Od roku 2023 je ministrem vnitra Ukrajiny. Úřadu ministra se ujal 18. ledna 2023 bezprostředně poté, co tragicky zahynul jeho předchůdce Denys Monastyrskyj. Řádně byl ministrem jmenován 7. února 2023 poté, co jeho nominaci schválil ukrajinský parlament.